# Bernadetta Manyś
Bernadetta Manyś – polska historyczka, doktor habilitowany nauk humanistycznych. Specjalizuje się w historii nowożytnej do XVIII w. (w szczególności Wielkiego Księstwa Litewskiego). Profesor uczelni na Wydziale Historii Uniwersytetu im. Adama Mickiewicza w Poznaniu.
Stopień doktorski uzyskała w 2012 na podstawie pracy pt. Uroczystości rodzinne w Wilnie w czasach Augusta III (1733-1763) (promotorem był dr hab. Jan Jurkiewicz). Habilitowała się w 2020 na podstawie oceny dorobku naukowego i cyklu publikacji pt. Badania nad społecznością Wilna w 1. poł. XVIII-stulecia.